# David Macedo
David de Duarte Macedo (nacido el 24 de enero de 1995) es un futbolista brasileño que juega como defensa central en el Bahía.

## Trayectoria
Duarte hizo su debut profesional con Goiás en la derrota por 3-0 en el Campeonato Brasileiro Série A ante Paranaense el 30 de agosto.

## Estadísticas
| Club       | Temporada | Liga     | Liga  | Liga  | State League | State League | Copa  | Copa  | Continental | Continental | Otros  | Otros | Total  | Total |
| Club       | Temporada | Division | Asit. | Goles | Asit.        | Goles        | Asit. | Goles | Asist.      | Goles       | Asist. | Goles | Asist. | Goles |
| ---------- | --------- | -------- | ----- | ----- | ------------ | ------------ | ----- | ----- | ----------- | ----------- | ------ | ----- | ------ | ----- |
| Goiás      | 2015      | Série A  | 2     | 0     | 2            | 0            | 1     | 0     | 0           | 0           | —      | —     | 5      | 0     |
| Goiás      | 2016      | Série B  | 10    | 0     | 9            | 0            | 1     | 0     | —           | —           | —      | —     | 20     | 0     |
| Goiás      | 2017      | Série B  | 9     | 0     | 6            | 0            | 2     | 0     | —           | —           | —      | —     | 17     | 0     |
| Goiás      | 2018      | Série B  | 35    | 3     | 13           | 1            | 7     | 0     | —           | —           | —      | —     | 55     | 4     |
| Goiás      | 2019      | Série A  | 7     | 0     | 10           | 0            | 1     | 0     | —           | —           | —      | —     | 18     | 0     |
| Goiás      | 2020      | Série A  | 30    | 2     | 0            | 0            | 1     | 0     | —           | —           | —      | —     | 31     | 2     |
| Goiás      | 2021      | Série A  | 33    | 3     | 9            | 0            | 1     | 1     | —           | —           | —      | —     | 43     | 4     |
| Goiás      | Total     | Total    | 126   | 8     | 49           | 1            | 14    | 1     | 0           | 0           | —      | —     | 189    | 10    |
| Fluminense | 2022      | Série A  | 4     | 0     | 4            | 0            | 2     | 0     | 1           | 0           | —      | —     | 11     | 0     |
| Bahia      | 2023      | Série A  | 11    | 1     | 2            | 0            | 4     | 0     | —           | —           | 5      | 0     | 22     | 1     |
| Bahia      | 2024      | Série A  | 0     | 0     | 2            | 0            | 0     | 0     | —           | —           | 2      | 0     | 4      | 0     |
| Bahia      | Total     | Total    | 11    | 1     | 4            | 0            | 4     | 0     | —           | —           | 7      | 0     | 26     | 1     |
| Total      | Total     | Total    | 141   | 9     | 57           | 1            | 20    | 1     | 1           | 0           | 7      | 0     | 226    | 11    |

1. ↑  Apariciones en Copa Sudamericana
2. 1 2  Appearance(s) in Copa do Nordeste

## Honores
Goiás
- Campeonato Goiano : 2015, 2016, 2017, 2018

Fluminense
- Taza Guanabara : 2022
- Campeonato Carioca : 2022

Bahía
- Campeonato Baiano : 2023